# Union des gauches
Die Union des gauches (Union der Linken) war eine französische Parlamentsfraktion, die von 1885 bis 1893 in der Abgeordnetenkammer während der Dritten Republik existierte.

## Geschichte
Die Union des gauches wurde nach den Parlamentswahlen von 1885 gegründet, die durch einen Aufschwung der Konservativen gekennzeichnet waren. Sie setzte sich aus gemäßigten Republikanern zusammen und vereinte die ehemaligen Fraktionen der Union républicaine, der Union démocratique (zwischen 1871 und 1885 als Gauche républicaine bezeichnet) und die letzten Mitglieder des Centre Gauche (Linkes Zentrum). Sie bestand damals aus 200 Abgeordneten. Zu ihren bekanntesten Mitgliedern zählte Maurice Rouvier, der zeitweise Ministerpräsident war.
Sie wurde 1889 erneuert und umfasste 243 Mitglieder. Die Fraktion verschwand nach den Parlamentswahlen von 1893 und machte Platz für die Fraktion der Regierungsrepublikaner (Républicains de gouvernement).